# Rue Général-Plessier
La rue Général-Plessier, de son nom complet rue du Général-Louis-Victor-Plessier est une rue du quartier de Perrache située sur la presqu'île dans le 2e arrondissement de Lyon, en France.

## Situation et accès
La rue débute place Gensoul et se termine place Carnot. Elle est traversée par la rue d'Enghien. La circulation est en sens unique en direction du quai Maréchal-Joffre avec un stationnement des deux côtés.

## Origine du nom
La rue doit son nom à Louis Victor Plessier (1856-1914), officier général français. Il est le premier des 42 généraux français morts au combat durant la Première Guerre mondiale. Il meurt à l'hôpital d'instruction des armées Desgenettes. Avant la guerre, il avait été adjoint au gouverneur militaire de la région de Lyon.
Auparavant, la rue portait le nom de rue Penthièvre en l'honneur de Louis de Bourbon (1725-1793), duc de Penthièvre.

## Histoire

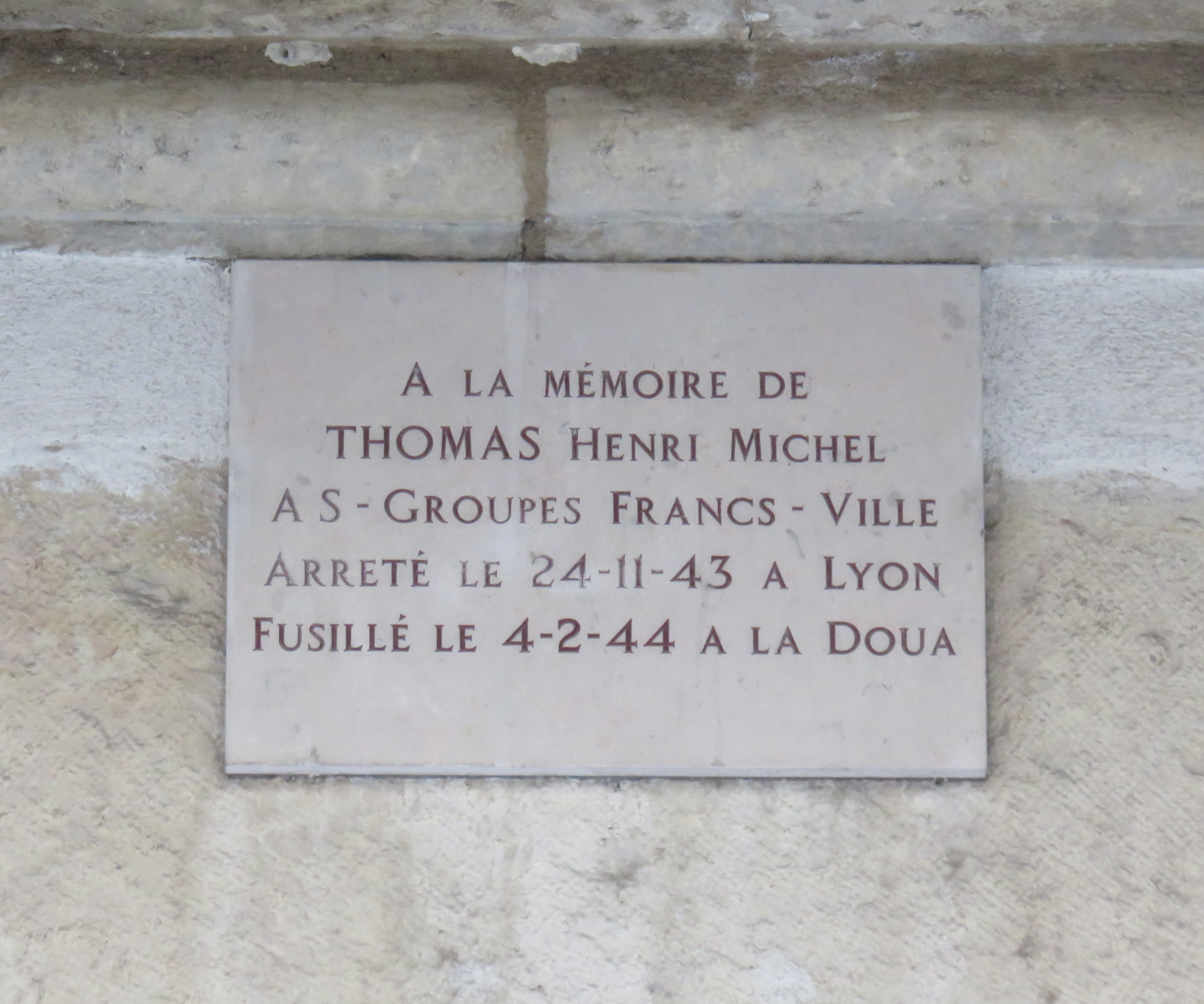
Plaque à la mémoire de Henri Michel Thomas, fusillé le 4 février 1944

Au n°4, Marcel Teppaz (1908-1964) y installe son entreprise en 1937 après avoir quitté la rue Jarente. C'est ici qu'il invente le tourne disques appelé Teppaz puis le mange-disque.
Au n°13, une plaque conserve la mémoire de Henri Michel Thomas, membre des groupes francs, fusillé le 4 février 1944 à la Doua.